# Зопиклон
Зопиклон (Zopiclone) — небензодиазепиновое лекарственное средство, применяемое для лечения бессонницы, относится к классу циклопирролонов. Несмотря на молекулярное отличие от бензодиазепинов, обладает схожим фармакологическим действием.

## Фармакологическое действие
Снотворное средство из группы производных циклопирролона. "Небензодиазепиновый" агонист бензодиазепиновых рецепторов. Обладает также седативным, анксиолитическим, центральным мышечно-расслабляющим, противосудорожным и амнестическим свойствами. Подобно производным бензодиазепина зопиклон усиливает ГАМК-ергические процессы в мозге, взаимодействуя с бензодиазепиновыми рецепторами, в результате этого повышается чувствительность ГАМК-рецепторов к медиатору. Однако зопиклон, по-видимому, взаимодействует с иными участками бензодиазепинового рецептора, нежели бензодиазепины.
Зопиклон сокращает время засыпания, уменьшает количество ночных пробуждений, увеличивает общую продолжительность сна. Практически не влияет на структуру сна, не уменьшает существенно количество быстрого сна. Явления последствия при пробуждении отсутствуют или выражены мало. Повторные приемы зопиклона не сопровождаются кумуляцией.
При продолжительном приеме препарата наблюдается возникновение толерантности и зависимости.
Относится к Z-препаратам, наряду с эсзопиклоном, залеплоном и золпидемом.

## Правовой статус
В России зопиклон входит в Список сильнодействующих веществ ПКУ. Отпускается по рецепту формы 148-1/у-88 (ПКУ).